# Максуд Ибрахимбеков
Максуд Мамед Ибрахим оглу Ибрахимбеков (на азербайджански: Maqsud Məmmədibrahim oğlu İbrahimbəyov) е азербайджански писател, сценарист и драматург. 

## Биография
Максуд Ибрахимбеков е роден в Баку, Азербайджанска ССР на 11 май 1935 г. Дипломира се в Строителния факултет на Азербайджанския държавен политехнически институт през 1960 г.
Работи няколко години като строителен инженер. Впоследствие завършва висши сценаристки курсове (1964 г.) и висши режисьорски курсове (1973 г.) в Москва.
Член на КПСС. Бивш депутат в парламента на Азербайджан.
Публикува от 1960 г. Носител е на държавни и други награди. Премии: 1-ва премия на конкурс за пиеси за работническата класа (1975 г.) и Държавна премия на Азербайджанска ССР (1976 г.). Брат: Рустам Ибрахимбеков, писател, кинодраматург и кинорежисьор.
Синът му кинорежисьорът Мурад Ибрахимбеков създава редица филми по творби на своя баща: „Валсът на златните телци“ (1992), „Мъж за млада жена“ (1996), „Братя“ (2011).
Максуд Ибрахимбеков умира в Баку, Азербайджан на 22 март 2016 г.

## Книги в България
- Кукумявката долиташе (повести и разкази) – Максуд Ибрахимбеков и Рустам Ибрахимбеков, библ. „Съзвездие“, изд. Хр. Г. Данов, Пловдив, 1978
- Кой ще замине за Трускавец (повести) – Библ. „Панорама“ N 74. /съд. „Кой ще замине за Трускавец“ и „А нямаше по-добър брат“ (основа на филма „Братя“. [3]) Народна култура, 1978
- Нека той остане с нас (повести) – библ. „Аврора“, София: Народна младеж, 1979

## Други публикации
- Включен е в сборника „Азърбайджански разкази“ – Народна култура, 1980
- Изчезването на Стив Брайт (фантастичен разказ) – списание „Фантастични истории“, ИК „Златното пате“, бр. 9 – 10, стр.48 – 55, 1992